# Balje ibne Bixer Alcoxairi
Balje ibne Bixer Alcoxairi (em árabe: بلج بن بشر القشيري; romaniz.: Balj ibn Bišr al-Qušayri foi uale do Alandalus de 741.